# Lawrence Hyde (procuratore generale)

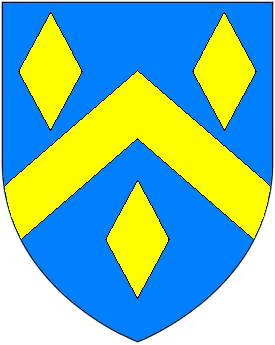
Stemma di Hyde

Lawrence Hyde II (1562 – 26 gennaio 1641) è stato un avvocato e politico inglese, procuratore generale presso la consorte del re Giacomo I, Anna di Danimarca. Sedette alla Camera dei Comuni in varie occasioni tra il 1584 e il 1611.

## Origini
Hyde era il secondo figlio di Lawrence Hyde I (morto nel 1590) di West Hatch, Wiltshire, deputato di Heytesbury nel 1584, e della sua seconda moglie Anne Sibell, figlia di Nicholas Sibell di Farningham, Kent, e vedova di Matthew Colthurst di Claverton, Somerset. Era fratello di Henry Hyde (1563-1634 circa) e di Sir Nicholas Hyde (1572-1631 circa), Lord Chief Justice. 

## Carriera
Matricola a Magdalen Hall, Oxford, intorno al 1579, all'età di 17 anni e venne premiato con BA il 9 marzo 1580. Nel 1586 venne eletto membro del Parlamento per Chippenham. Ha vissuto a Heale House, Middle Woodford, vicino a Salisbury e fu chiamato al Middle Temple nel 1589.
Hyde fu eletto deputato per Heytesbury nel 1597 e per Marlborough nel 1601 e 1604. Divenne procuratore generale presso Anna di Danimarca, consorte di re Giacomo I, e fu nominato cavaliere il 27 novembre 1614. Nel 1616 divenne tesoriere di Middle Temple.

## Matrimonio e discendenza
Hyde sposò Barbara Castilion, figlia di Giovanni Battista Castiglione di Benham, dal quale ebbe 12 figli e 5 figlie. Quattro dei suoi figli raggiunsero posizioni significative: 
- Sir Henry Hyde (1605-1650 circa), un ardente cavalier che accompagnò Carlo II nel continente e che quando tornò in Inghilterra fu decapitato nel 1650
- Sir Robert Hyde (1595-1665)
- Alexander Hyde (1598-1667), vescovo di Salisbury
- Edward Hyde (1607-1659), cavalier anglicano, che fu nominato Dean of Windsor nel 1658, ma morì prima di prendere l'incarico e che fu autore di molti lavori controversi sulla teologia anglicana.